# Truta-arco-íris
A truta-arco-íris (Oncorhynchus mykiss) é uma espécie de truta originária dos rios da América do Norte que drenam para o Oceano Pacífico mas que se encontra distribuída atualmente por todo o mundo. A espécie foi introduzida em pelo menos 45 países, como peixe de aquacultura.

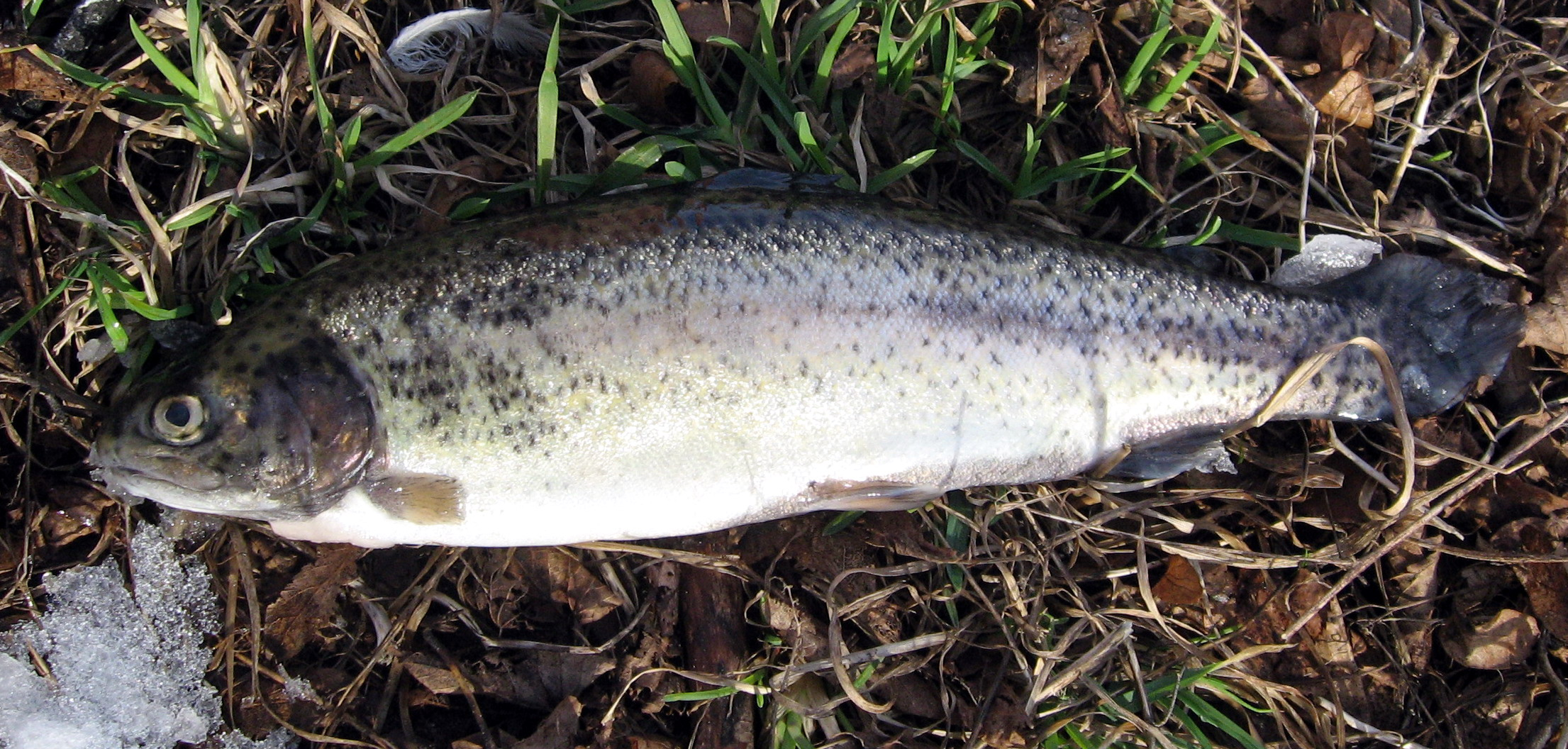
Oncorhynchus mykiss

As trutas arco-íris são peixes de água doce. Têm o corpo acastanhado ou amarelado, com pintas pretas na zona do dorso, também presentes nas barbatanas dorsal e caudal. Como característica distintiva têm uma risca rosada que se prolonga das guelras à barbatana caudal. A truta arco-íris tem um comprimento entre 30 e 45 cm.
A espécie é cultivada em aquacultura e uma das mais consumidas nos mercados ocidentais.
Do seu esperma é derivada uma substância chamada protamina, um "antídoto" da bem conhecida heparina (usada em medicina como um anticoagulante). Ela evitou a morte de muitas pessoas que sangrariam até a morte com doses tóxicas de heparina sob a forma de sulfato de protamina. Hoje essa substância é produzida em laboratório. Além da truta-arco-íris, outros peixes como salmão e similares também produzem protamina.
É um peixe muito cobiçado por pescadores esportivos, por ser um peixe muito combatente e astuto, principalmente por parte dos praticantes da pesca com mosca, também denominada fly fishing.

## Biologia
A truta arco-íris (Oncorhynchus mykiss), que deve o seu nome às numerosas manchas coloridas da sua pele, é uma das principais espécies cultivadas em água doce. Oriunda da costa do Pacífico dos Estados Unidos, foi introduzida na Europa no final do século XIX, sendo atualmente criada em quase todos os países europeus.
A truta arco-íris é um peixe muito resistente, que tolera ambientes muito diversos, bem como o manuseamento. Pode ocupar muitos habitats diferentes, deslocando-se da água doce para a água salgada e vice-versa ou vivendo permanentemente em lagos. A temperatura ideal da água para reprodução é inferior a 21 °C. O crescimento e a maturação são igualmente influenciados pela temperatura da água, bem como pela alimentação. Em condições normais, a truta atinge a maturidade aos 3-4 anos. As trutas são carnívoras, pelo que necessitam de uma dieta alimentar rica em proteínas. Num ambiente favorável, uma truta atinge um peso de 350 g em 10 a 12 meses e um peso de 3 kg em 2 anos.

## Cultura
As larvas de truta são criadas em tanques circulares de fibra de vidro ou de betão, que mantêm uma corrente regular e uma distribuição uniforme das larvas. As larvas nascem com um saco vitelino que contém todos os alimentos necessários ao seu crescimento inicial. Depois de absorver esses nutrientes, os alevins nadam até à superfície para procurar alimentos e para começarem a regular a sua bexiga-natatória. São então sujeitos a uma dieta composta por proteínas, vitaminas e óleos, à base de flocos de tamanho muito reduzido (alimentação específica). A alimentação à mão é privilegiada nos estádios iniciais, a fim de evitar a sobrealimentação.
São fornecidos alimentos à base de pequenos granulados até atingirem um peso de 50 g e um tamanho de 8 a 10 cm. Nesta altura, os juvenis são transferidos para unidades de crescimento, em jaulas flutuantes colocadas em lagos ou, na maioria dos casos, em viveiros ao longo de um rio. Estes viveiros, que, de um modo geral, têm uma forma retangular e são construídos em betão, funcionam segundo duas técnicas: de escoamento contínuo, num sistema aberto em que a água do rio passa através da instalação por um canal, ou de recirculação, num sistema fechado que faz circular a água nos tanques e a recicla, ou ainda num sistema com recirculação parcial. A recirculação oferece a vantagem de permitir controlar a temperatura da água ao longo de todo o ano, o que limita consideravelmente os efluentes libertados no ambiente.
As trutas são igualmente criadas em jaulas flutuantes, nas águas pouco salgadas do Báltico, nas águas protegidas dos fiordes escandinavos e ao largo das costas ocidentais da Escócia e da Irlanda. Na água do mar, as trutas recebem uma alimentação similar à do salmão, o que explica a sua carne rosada. Quando atingem o seu peso comercial, as trutas são recolhidas com uma rede ou são transferidas para terra através de um sistema de bombeamento.

## Produção e comércio
Em 2009, os principais países produtores a nível mundial eram a União Europeia, o Chile, a Noruega, a Turquia e o Irão. Atualmente, a quase totalidade das trutas arco-íris comercializadas na União provêm da aquicultura, sendo, na sua maior parte, produzidas localmente. Os principais países produtores na União Europeia são Itália, França, Dinamarca, Alemanha e Espanha.
As importações são provenientes principalmente da Turquia (trutas de água doce de tamanho correspondente a uma «dose»), sendo os principais importadores a Alemanha e a Suécia. A UE exporta trutas para a Rússia e para a Suíça, especialmente a partir da Dinamarca. O volume de comércio no interior da União é muito importante, correspondendo a metade do valor total da oferta da UE.
De entre os estados-membros, a Polónia, a Dinamarca e a Suécia são os principais exportadores, enquanto a Alemanha e a Finlândia são os principais importadores.
Alguns países da América do Sul também produzem a truta-arco-íris, como o Chile, que tem como seu principal consumidor deste peixe o Japão, e o Brasil, que com a sua produção somente abastece o mercado interno e o Peru.

## Produção em Portugal
A criação de trutas em Portugal teve início na década de 1960, com a instalação da primeira unidade nas margens do rio Coura. A produção tem-se mantido estável entre as 900 e as 1000 toneladas/ano sendo a espécie Oncorhynchus mykiss a que é produzida na quase totalidade.